# 大塚麻央
大塚 麻央（おおつか まお、1987年3月12日 - ）は北海道出身のタレント・グラビアアイドル。元ピー・ビー・ビー所属。

## 人物
- 趣味：写真を撮ること、人間観察
- 特技：テニス、バトン

## テレビ出演
- はるか17（テレビ朝日系）
- アイドルコロシアム2005（MONDO21）

## DVD
- BE PURE!（3code・2005年8月）
- 麻央っちゃえ!（フォーサイド・ドットコム・2005年11月）